# Жупанија Хунедоара
Хунедоара (рум. Judeţul Hunedoara, мађ. Hunyad megye) је округ у републици Румунији, у њеном западном делу. Управно средиште округа је град Дева, а други по значају је град Хунедоара. Битни су и градови Петрошани, Лупени, Вулкан, Ораштије, Петрила, Килан, Симерија, Хацег, Урикани и Брад.

## Положај
Округ Хунедоара је унутардржавни округ. Са других стана окружују га следећи окрузи:
- ка северу: Арад
- ка истоку: Алба
- ка југоистоку: Валча
- ка југу: Горж
- ка југозападу: Караш-Северин
- ка западу: Тимиш

## Природни услови
Округ припада историјској покрајини Трансилванија, док само мали, западни део припада Банату. Хунедоара округ је већим делом планински (на северу Бихор, док су на југу Карпати), док се у средишњем делу пружа плодна долина Мориша.

## Становништво
| 1948.   | 1956.   | 1966.   | 1977.   | 1992.   | 2002.   | 2011.   | 2021.   |
| ------- | ------- | ------- | ------- | ------- | ------- | ------- | ------- |
| 306.955 | 381.902 | 474.602 | 514.436 | 547.950 | 485.712 | 418.565 | 361.657 |

Према попису из 2021. године, округ Хунедоара је имао 361.657 становника што је за 56.908 мање (-13,60%) у односу на 2011. када је на попису било 418.565 становника. Према броју становника налази се на 24. месту од 41 румунског округа (на 25. месту рачунајући и Букурешт).
Хунедоара спада у округе Румуније са већински румунским становништвом где чине 83,22%, а од етничких мањина највише има Мађара који чине 2,54% и Рома који чине 1,51%.
| Етнички састав према попису из 2021.‍ | Етнички састав према попису из 2021.‍ | Етнички састав према попису из 2021.‍ | Етнички састав према попису из 2021.‍ | Етнички састав према попису из 2021.‍ |
| ------------------------------------ | ------------------------------------ | ------------------------------------ | ------------------------------------ | ------------------------------------ |
|                                      |                                      |                                      |                                      |                                      |
| Румуни                               | Румуни                               |                                      | 300.972                              | 83,22%                               |
| Мађари                               | Мађари                               |                                      | 9.180                                | 2,54%                                |
| Роми                                 | Роми                                 |                                      | 5.449                                | 1,51%                                |
| Немци                                | Немци                                |                                      | 500                                  | 0,14%                                |
| Италијани                            | Италијани                            |                                      | 97                                   | 0,03%                                |
| Рутени                               | Рутени                               |                                      | 74                                   | 0,02%                                |
| Украјинци                            | Украјинци                            |                                      | 48                                   | 0,01%                                |
| Остали                               | Остали                               |                                      | 467                                  | 0,13%                                |
| Непознато                            | Непознато                            |                                      | 44.870                               | 12,41%                               |